# Мокрожицький Віллі Леопольдович
Віллі Леопольдович Мокрожи́цький (нар. 2 жовтня 1928, Харків — пом. 3 лютого 2006, Харків) — український живописець; член Харківської організації Спілки радянських художників України з 1965 року.

## Біографія
Народився 2 жовтня 1928 року в місті Харкові (нині Україна). Упродовж 1950—1956 років навчався в Харківському художньому інституті, де його викладачами були зокрема Леонід Чернов, Євген Єгоров, С. Дудник.
Жив у місті Харкові, в будинку на вулиці 23 Серпня, № 65, квартира № 60. Помер у Харкові 3 лютого 2006 року.

## Творчість
Працював у галузі станкового живопису. Автор живописних пейзажів у реалістичному стилі, співавтор діорам. Серед робіт:
живопис
- «У колгоспні ясла» (1961);
- «У порту» (1961);
- «У рідний колгосп» (1963);
- «Братерство» (1965);
- «Обпалена земля» (1975);
- «В Одеському порту» (1978);
- «Українське село» (1986);
- «Натюрморт з самоваром» (1990);
- «Рибальські човни» (1992);
- «Вершики біля моря» (1997).

діорами
- «Бій у селі Соколове 8 березня 1943 року» (1967, Музей бойового братерства у селі Соколовому Харківської області; співавтори Ілля Ефроїмсон, Всеволод Парчевський);
- «Корсунь-Шевченківська битва 1944 року» (1969, Музей історії Корсунь-Шевченківської битви у місті Корсуні-Шевченківському, Черкаської області; співавтори Ілля Ефроїмсон, Всеволод Парчевський);
- «Форсування Дніпра» (1974, співавтори Всеволод Парчевський, Адольф Константинопольський, Олександр Хмельницький);
- «Визволення Кременчука від німецько-фашистських загарбників» (1977, Кременчуцький краєзнавчий музей);
- «Будівництво Боярської залізниці» (1980);
- «Морський десант» (1984).

Брав участь у республіканських виставках з 1961 року. 